# Бежаново (Ловечская область)
Бежаново (болг. Бежаново) — село в Болгарии. Находится в Ловечской области, входит в общину Луковит. Население составляет 1409 человек.

## Политическая ситуация
В местном кметстве Бежаново, в состав которого входит Бежаново, должность кмета (старосты) исполняет Митко Иванов Драганов (Болгарская социалистическая партия (БСП)) по результатам выборов.
Кмет (мэр) общины Луковит — Петыр Георгиев Нинчев (независимый) по результатам выборов.

## Известные уроженцы
- Станислав Даскалов, министр иностранных дел Болгарии в 1993—1994 годах[3].